# Urszula Bartos-Gęsikowska
Urszula Bartos-Gęsikowska (wyst. także jako Urszula Bartos; ur. 28 marca 1978 w Krakowie) – polska aktorka teatralna, filmowa i telewizyjna; także scenograf i kostiumograf teatralna. Absolwentka PWSFTViT w Łodzi (2002) oraz warszawskiej Akademii Sztuk Pięknych. Popularność przyniosły jej głównie role na małym ekranie, zwłaszcza rola Magdy w serialu telewizyjnym Klan.
Współpracowała z Teatrem Studyjnym PWSFTviT w Łodzi (2001, 2002, 2005), oraz z Teatrem Powszechnym im. Zygmunta Hübnera w Warszawie (2006). Obecnie zajmuje się głównie scenografią teatralną i współpracuje z różnymi teatrami.

## Spektakle teatralne
- 2001 – Suburbia jako Sooze (reż. Tomasz Hynek)
- 2002 – Popcorn jako Velvet (reż. Jan Maciejowski); także asystentka reżysera
- 2005 – Swidrygajłow (reż. Janusz Gajos) – scenografia i kostiumy[2]
- 2006 – John Gabriel Borkman (reż. Zbigniew Zapasiewicz) – asystentka reżysera

## Film i seriale
- 2001 – Cisza jako technomanka
- 2003–2008 – Na Wspólnej jako kelnerka
- 2003–2008 – Na Wspólnej jako pielęgniarka
- 2004 – Samo życie jako pokojówka w hotelu, w którym zatrzymała się Tamara Leszczyńska
- sezon 2004/2005 – Klan jako nastoletnia klientka księgarni, która podczas oglądania kalendarza ze starymi samochodami i Czesią w roli modelki niepochlebnie wyrażała się o jej nosie
- 2004 – Plebania jako uczestniczka spotkania
- 2004 – Na dobre i na złe jako Iwona, przyjaciółka Soni
- 2004 – Plebania jako dziewczyna jadąca do Lednicy
- 2005 – Samo Życie jako pielęgniarka w szpitalu psychiatrycznym
- 2005–2007 – Klan jako Magda, matka Patrycji uczęszczającej do przedszkola razem z Małgosią Borecką, córką Beaty i Jacka; potem żona Leszka, współpracownika Beaty
- 2005–2006 – Egzamin z życia jako Marta, asystentka Choroszyńskiego
- 2005 – M jak miłość jako dziennikarka
- 2006 – Fałszerze – powrót Sfory jako sekretarka prokuratora generalnego
- 2007 – Twarzą w twarz jako pielęgniarka
- 2008 – Cztery noce z Anną jako kasjerka
- 2008 – Teraz albo nigdy! jako farmaceutka
- 2009 – Czas honoru jako kelnerka w „Kryształowej” (odc. 9)
- 2010 – Klub szalonych dziewic jako sprzedawczyni
- 2012 – Przyjaciółki jako klientka Patrycji